# U.S. Pro Tennis Championships 1982
Lo U.S. Pro Tennis Championships 1982  è stato un torneo di tennis giocato sulla terra rossa. È stata la 55ª edizione del torneo, che fa parte del Volvo Grand Prix 1982. Il torneo si è giocato al Longwood Cricket Club di Boston negli USA, dal 12 al 19 luglio 1982.

## Campioni

### Singolare maschile
Guillermo Vilas ha battuto in finale  Mel Purcell con il punteggio di 6–4, 6–0

### Doppio maschile
Craig Wittus /  Steve Meister hanno battuto in finale  Freddie Sauer /  Schalk Van Der Merwe con il punteggio di 6–2, 6–3